# منتخب الهند للكابادي للسيدات
منتخب الهند للكابادي للسيدات هو ممثل الهند الرسمي في المنافسات الدولية في كابادي للسيدات .